# Matthias Rosenvinge
Matthias Rosenvinge (2. november 1655 i Odense – 12. april 1714 på Ørbæklunde) var en dansk landsdommer.
Han blev født uden for ægteskab; faderen var rådmand i Odense Henrik Jørgensen Rosenvinge, moderen Mette Mule, datter af dr.med. Jens Mule. 1671 blev han lyst i kuld og køn, blev 1674 student fra Odense Katedralskole, hvorpå han studerede nogle år i København, indtil han 1678 drog udenlands (1679 blev han immatrikuleret i Leiden). 1684 udnævntes han til sekretær i Danske Kancelli, blev 1688 assessor i Hofretten og fik 1694 befaling til at udføre de ved retten faldende sager i generalprokurørens og generalfiskalens sted; 1692 var han blevet vicelandsdommer med successionsret som landsdommer på Fyn og Langeland og udnævntes 1698 til generalfiskal; 1713 blev han landsdommer, men døde allerede 12. april 1714 på herregården Ørbæklunde, som han 1689 havde købt.
Rosenvinge ægtede 13. juni 1687 Anne Margrethe Wulf (født i København 12. oktober 1665, død 4. marts 1752), datter af assessor Johan Wulf og Margrethe Eliger.